# Tommy Allsup
Tommy Allsup est un guitariste américain de rock 'n' roll et de country, né le 24 novembre 1931 à Owasso (Oklahoma) et mort le 11 janvier 2017 à Lubbock (Texas).

## Biographie
Tommy Allsup a travaillé avec des artistes tels que Buddy Holly, Bob Wills & His Texas Playboys. Il est parti en tournée avec Holly, Ritchie Valens et J. P. Richardson dit The Big Bopper.
Il est surtout connu pour avoir échappé à la mort le 3 février 1959 en ne montant pas dans l'avion avec Buddy Holly. En effet, il avait joué sa place dans l'avion à pile ou face avec Ritchie Valens. Ce dernier monta dans l'avion qui s'écrasa. Cet accident connu sous le nom de The Day the Music Died tua Valens, Holly, Richardson, ainsi que le pilote.
Par la suite, Allsup déménage à Los Angeles, jouant avec des groupes locaux, et fait un travail de session, y compris la rédaction de crédit pour The Ventures, Guitar Twist.
Puis, il retourne à Odessa (Texas), collaborant avec Ronnie Smith, Roy Orbison et le producteur Willie Nelson.
En 1968, il déménage à Nashville, et réalise des sessions de travail et produit l'album de Bob Wills : 24 Great Hits by Bob Wills and His Texas Playboys. 
En 1979, il monte un club à Dallas, Tommy's Heads Up Saloon (traduction : le saloon de l'ange protecteur de Tommy). Le nom du club est un hommage à la partie de pile ou face perdue par Tommy Allsup vingt ans auparavant.